# 汗肯特自然保护区
汗肯特自然保护区是一个位于蒙古国肯特省的严格自然保护区，是一个蒙古国的国家公园。国际自然保护联盟将其分类为Ib，即荒野区。

## 概况
汗肯特严格保护区坐落于肯特山，是蒙古国政府指定的野生动物保护区的土地区域，畜牧业和旅游业受到严格控制，在保护区内进行狩猎和采矿行为是严令禁止的。然而，蒙古国政府对汗肯特自然保护区的预算很小，这使得一些破坏保护区的行为得以发生。该保护区栖息着50多种哺乳动物，220多种鸟类和约1100种植物（1999年数据），这些动物或植物都是处于濒危状态的物种。
由于火灾经常发生在汗肯特自然保护区海拔高度为2500米以上人迹罕至的地方，2002年，汗肯特自然保护区被划入蒙古国防火最困难的地区之一。